# Achinduich
Achinduich is een dorp in de Schotse Hooglanden in het historisch graafschap Sutherland in de buurt van Lairg.